# 707 Steina
A 707 Steïna (ideiglenes jelöléssel 1910 LD) a Naprendszer kisbolygóövében található aszteroida. Max Wolf fedezte fel 1910. december 22-én.